# Razze di Warhammer 40.000
Questa lista di razze di Warhammer 40.000 contiene un elenco delle principali razze e specie aliene presenti nell'universo fittizio di Warhammer 40.000, le più importanti delle quali rappresentano una grossa fetta del background generale del gioco.

## Antichi
Gli Antichi sono in assoluto la prima razza senziente che ha occupato la galassia, nata molti milioni (se non miliardi) di anni prima dell'essere umano. Furono i primi ad attraversare i meandri della galassia e sono dotati di una saggezza e una conoscenza senza pari. Durante la loro evoluzione e i loro viaggi per le stelle, svilupparono conoscenze di astronomia e astrologia, considerandole scienze arcane. Essi scoprirono l'esistenza di una dimensione parallela (Warp o Immaterium) che poteva permettergli l'utilizzo di poteri psichici e viaggi per lo spazio a velocità inimmaginabili. I loro poteri psionici furono sviluppati a livelli tali da permettergli qualsiasi cosa.
Sfortunatamente essi si scoprirono essere gli unici esseri intelligenti della galassia, così generarono migliaia di mondi e numerose specie minori, per aiutarsi reciprocamente a sviluppare le proprie civiltà. Alcuni sostengono che essi abbiano generato perfino i Necrontyr, la razza che tempo dopo, li avrebbe combattuti, tuttavia non ci sono fonti certe su questa ipotesi. Quando scoppiò la prima guerra tra Necrontyr e Antichi, i primi non ebbero alcuna speranza di avere la meglio, tuttavia dopo la scoperta degli C'Tan, che i Necrontyr elevarono a loro dei, ci fu una rivalsa della razza più giovane, che venne a conoscenza di tecnologie inimmaginabili e devastanti. Quando poi i Necrontyr furono ingannati e tramutati in Necron allora si rivelarono ancora più pericolosi e, a poco a poco, le razze create dagli Antichi soccombevano alla presa degli C'tan.
Malgrado ciò, gli Antichi capirono che c'era una cosa della quale gli C'tan conoscevano l'esistenza, ma non la sfruttavano, forse ne avevano paura: il Warp. Infatti i poteri degli C'tan non derivavano dal Warp e le loro navi non avevano propulsori che permettessero viaggi all'interno di esso: si pensa che gli C'tan fossero una delle poche forme di vita che non avessero un corrispettivo nel Warp (cioè un'anima), e nella speranza di una loro debolezza nei confronti delle forze dell'Immaterium, gli Antichi crearono delle razze con un potente collegamento nel Warp. Queste razze purtroppo sconvolsero completamente il Warp, trasformando le loro entità in voraci predatori e così sorse la piaga dei Soggiogatori che distrusse buona parte della vita nella galassia dell'epoca. Malgrado le perdite enormi subite dagli Antichi, gli C'tan decisero di ritirarsi: non potevano essere distrutti ma tutto il resto sì, e gli C'tan avevano bisogno di forme di vita da spremere, così ricorsero alla stasi assieme ai loro schiavi Necron.
Tra le razze create dagli Antichi le più accreditate sono gli Eldar, i Jokaero, la Specie Perduta che creò gli Orkoidi (che potrebbe essere una razza a parte, la razza Slann o quella Snotling) e gli Slann, che fu la razza più vicina agli Antichi, tanto che alcuni sostengono fossero i loro discendenti. Ora come ora pochi sanno dell'esistenza di questa razza e nessuno può essere certo se siano estinti o se qualcuno sia ancora nascosto nei meandri della galassia.

## C'Tan
Gli C'Tan (o Dei Stellari) sono le divinità dei Necron. Fanno risalire la loro nascita sin alla creazione delle stelle, di cui sono delle dirette emanazioni. Gli C'Tan possiedono i poteri della creazione stessa. Il loro potere distrugge interi sistemi stellari, estingue soli e crea enormi buchi neri. Sul campo di battaglia possono alterare le leggi della fisica stessa ignorandole oppure modificandole secondo le loro esigenze. Possono incenerire all'istante intere schiere di guerrieri e i loro colpi trapassano anche le più spesse armature o i più impenetrabili scudi di forza.
Per molti milioni di anni gli C'Tan pasteggiarono con le stelle accorciandone la vita di migliaia di anni, non curandosi delle masse che si stavano formando intorno alle loro mense. Un giorno gli scienziati della razza Necrontyr osservarono strani fenomeni sulle loro stelle, scoprendo quella che sarebbe stata la loro rovina, gli C'Tan.
Gli C'Tan, privi di corpo fisico, non potevano manifestarsi nel mondo materiale, ma i Necrontyr forgiarono dei corpi per loro, utilizzando la tecnologia del metallo vivente. Il primo C'Tan a manifestarsi fu l'Ingannatore, detto anche Mephet'ran (messaggero), seguito poi dagli altri, che ben presto vennero venerati come divinità dai Necrontyr in virtù dei loro poteri.
Iniziò una guerra tra gli C'Tan e gli Antichi che portò distruzione nella galassia per milioni di anni. Durante il conflitto gli C'Tan offrirono ai Necrontyr l'immortalità. Non si sa se i Necrontyr avessero compreso appieno le terribili conseguenze nell'accettare questo patto, ma lo fecero. La loro razza venne consumata dai loro dei mentre le loro menti vennero incastonate in corpi di metallo diventando Necron senz'anima.
Con un esercito praticamente invincibile, gli C'Tan respinsero gli Antichi ridemensionandoli decisamente. Durante il loro regno gli C'Tan furono spietati, nutrendosi delle paure delle razze soggiogate e sterminando innumerevoli sudditi per il puro piacere; ma quando le "mandrie" iniziarono a scarseggiare, gli C'Tan iniziarono a divorarsi tra di loro finché non ne restarono solo quattro: il Noctifero, l'Ingannatore, il Dragone, l'Estraneo.
Cogliendo questo momento gli Antichi contrattaccarono aiutati dalle razze da loro create per contrastare la superiore tecnologia Necron con le forze generate dal Warp; allora gli C'Tan uniti per una volta da tempo immemore formarono un blocco titanico per sterminare le razze alleate degli Antichi.
Ma accade un fatto che né gli C'tan né gli Antichi avevano previsto: il dolore sofferto ed il sangue versato da migliaia di razze avevano aperto degli squarci nel warp da cui fuoriuscirono le forze del Caos, le quali diedero il colpo di grazia agli Antichi, distruggendo la loro civiltà; gli C'Tan invece decisero di non combattere contro i nuovi nemici e si ritirarono nei loro mondi-cripta, aspettando che i Demoni del Caos tornassero nel Warp, dormendo per decine di migliaia di anni, in attesa che la vita tornasse a fiorire nella galassia, pronta a fornire agli Dei Stellari nuove mandrie di viventi con cui nutrirsi e sterminare secondo i propri voleri.

## Demiurghi
Razza giocabile come mercenaria al servizio dei Tau nel gioco Battlefleet Gothic, che può essere però giocata anche da altre razze, eccetto quelle con le quali i rapporti diplomatici sono impossibili o con le quali sono in perenne conflitto (cioè Tiranidi, Necron e Orki). Non esistono immagini reali di questa razza, sebbene molti sostengono che le caratteristiche sono perfettamente accomunabili a quelle dei Nani del mondo fantasy, è dunque presumibile che questa razza sia una revisione dei vecchi Squat, anche se non si sa se a livello di background queste due razze abbiano qualcosa in comune, visto che i Demiurghi sono considerati completamente alieni. I giganteschi vascelli commerciali dei Demiurghi viaggiano nell'Ultima Segmentum avendo rapporti con altre razze, compresa quella umana sebbene con le dovute precauzioni. Alcune fazioni di Demiurghi si sono unite ai Tau, la maggior parte continua la sua vita commerciale e speculativa con le altre razze. Non si sa se e, nel qual caso, dove sarebbero ubicati eventuali mondi appartenenti ai Demiurghi. Altra caratteristica in comune con i Nani è il loro odio e rancore nei confronti dei Pelleverde, sebbene con i Demiurghi non ne viene ancora spiegata la ragione.

## Demoni
I demoni sono entità prive di consistenza fisica, confinate in un reame di pura energia e potere informe dove tempo e spazio non hanno alcun significato.
Nell'ambientazione di Warhammer Fantasy, gli esseri che abitano nella dimensione del Caos sono generati dal subconscio delle menti degli uomini; si nutrono di sogni, incubi, paure e desideri e vengono plasmati in modo repentino e imprevedibile dai più remoti e tumultuosi pensieri umani. I demoni vengono evocati sul mondo materiale dalla magia da cui traggono l'energia necessaria a mantenere una propria forma fisica: tale forma fisica sarà determinata da come il demone viene immaginato dagli uomini.
Nel maggio 2008 (WD nº 111) è stato creato l'esercito dei Demoni per Warhammer 40.000, dedito principalmente al corpo a corpo; non possiedono alcuna unità con armi da fuoco (a parte la Lingua e le altre armi dello Strazia Anime) e le uniche armi da distanza che possiedono sono i poteri psionici (nel caso di Tzeench). Rappresentano il raggruppamento di tutti i Demoni maggiori e minori, che prima erano meno curati nel Codex: Chaos. 

## Eldar
Una delle razze più antiche della galassia, dai tratti tipici degli elfi, gli Eldar sono presenti nell'universo da almeno una settantina di milioni di anni e un tempo rappresentavano la razza più attiva della galassia. Dopo molto tempo dalla loro espansione attraverso le stelle avvenne la caduta degli Eldar (pressappoco attorno al 30°millennio), evento per il quale nacque il dio del Caos Slaanesh e gli Eldar si sfaldarono in numerose fazioni e molti milioni di individui di questa specie morirono. Le principali fazioni Eldar odierne sono:

### Eldar
Probabilmente i più conosciuti e attivi all'interno della galassia. Questi Eldar sopravvissuti alla Caduta, ascoltarono i più antichi Slann e costruirono gli Arcamondi, titaniche navi capaci di contenere intere popolazioni. Ci sono molti Arcamondi vaganti per la galassia, non tutti conosciuti dall'uomo, che si occupano nella lotta contro il Caos e talvolta contro (o con) altre razze.

### Eldar Oscuri
Eldar che al momento della Caduta si rifugiarono nella Ragnatela fondando Commorragh, unica loro città e dimora conosciuta. Gli Eldar Oscuri sono perennemente occupati in razzie e assalti nei confronti di altre razze, infliggendo morte e sofferenza allo scopo, all'apparenza paradossale, di tenere lontane le forze del Caos. Gli Eldar Oscuri probabilmente sono la più malvagia delle razze esistenti.

### Esuli Eldar
Questi Eldar furono quelli che dopo la Caduta Eldar abbandonarono i loro mondi per colonizzarne di nuovi. Questi mondi sono ancora oggi in piedi, talvolta in guerra con il genere umano e alleati con i loro "cugini" degli Arcamondi. Da questi mondi vengono reclutati generalmente gli Eldar Arlecchini che difendono la biblioteca nera.

## Fra'al
Razza di rettili bipedi che infestava l'area della galassia nota come il Settore Gotico. Di intelligenza pari a quella umana, i Fra'al vivono in una società matriarcale in cui una sola femmina dominante governa la tribù. L'incursione di Yarrow (120.M30) è stata la maggiore azione di guerra che coinvolgesse questa specie e finì in una situazione di stallo. I Fra'al generalmente non hanno rapporti con gli Umani, e sono una razza piuttosto marginale. Nel 453.M39 un contingente Fra'al condusse un assalto nel Settore Ciclopico, con intenzioni sconosciute. La nave imperiale "Diritto Divino" mise fine alla contesa.

## Jokaero
Una delle razze più antiche della galassia. Sono una razza aliena di sembianze scimmiesche, la cui intelligenza non è mai stata dimostrata, poiché, pur essendo capaci nell'utilizzo di tecnologie avanzatissime, sono incapaci di comunicazione verbale e non hanno altri scopi se non la sopravvivenza. Questa razza è decisamente marginale e citata solo sporadicamente, sono poche le fonti che ne parlano e presumibilmente nell'ambientazione del gioco i Jokaero sono semisconosciuti dal genere umano, ma vengono regolarmente impiegati come armaioli dai Cavalieri Grigi, uno pseudocapitolo di Space Marine.

## Kroot
Specie umanoide evolutasi da creature aviarie, i Kroot sono uno dei casi più importanti dell'influenza Tau sulle altre razze. Fieri mercenari, i Kroot vivono in una serie di mondi vicini tra loro, nei confini dell'Impero Tau. Sono alieni selvaggi e cannibali, poco sviluppati tecnologicamente, ma le cui doti belliche in corpo a corpo però compensano questa carenza. Un tempo un'astronave degli Orki in avaria, cadde su Pech (pianeta natale dei Kroot) e il suo equipaggio venne massacrato dagli abitanti del pianeta. Tempo dopo una grossa forza Orkoide invase i mondi Kroot, i quali stavano subendo perdite ingenti, ma un casuale intervento delle forze Tau rivoltò la situazione: da lì nacque l'alleanza tra le due specie. Non tutti i Kroot tuttavia erano d'accordo con la filosofia Tau e molti infatti continuano a servire come mercenari per altre razze. La modalità di evoluzione dei Kroot è del tutto anomala e da questa nasce l'abitudine di questi ultimi a nutrirsi dei cadaveri: una volta mangiato il corpo dell'animale o alieno, essi ne assumono il patrimonio genetico e con il passare delle generazioni i Kroot futuri avranno alcune caratteristiche di quella specie.

## Necron
Specie discendente dai Necrontyr, vissuti milioni di anni fa e in guerra con gli Antichi. Questa specie è composta da macchine metalliche assassine senza vita, che racchiudono dentro di loro le anime dei Necrontyr che furono ingannati dagli C'Tan, dei quali erano fedeli. Ora sorgono dalle loro tombe di stasi dopo un sonno di milioni di anni, per portare la morte alle specie mortali e tornare al predominio della razza nella galassia.

### Paria
Orribile fusione tra tecnologia Necron ed embrioni umani, i Paria sono una razza totalmente dedita al volere degli C'Tan. Non si sa molto di questa razza ibrida e non si può definire con esattezza se essa sia senziente o meno, ma è sicuramente organica (sebbene con numerosissime appendici cibernetiche) a differenza di tutto ciò che compone le forze Necron. I Paria sono macchine da guerra mortali, di gran lunga più pericolose e terribili degli Space Marine.

## Nicassar
I Nicassar sono una razza alleata dei Tau, i primi ad essere integrati all'Impero Tau, e sono guidati da una irrefrenabile voglia di viaggiare ed esplorare. Non è ancora apparsa nessuna immagine dei Nicassar, si sa solo che sono una razza dotata di potenti poteri psionici, che sono poco portati per i combattimenti a terra e per questo, e per la loro curiosità, essi continuano a servire il Bene Superiore dei Tau fornendo navi da esplorazione ed equipaggi (navi giocabili in Battlefleet Gothic nelle armate dei Tau, chiamate "Dhow Nicassar"), naturalmente portati per i lunghi viaggi poiché i Nicassar possono sopravvivere a lunghi periodi di ibernazione e i loro poteri telecinetici sono di grande aiuto alle loro navi. La loro struttura sociale è organizzata in famiglie che vivono in uno stato semi-nomade.

## Orkoidi
Le razze Orkoidi, spesso definite collettivamente Pelleverde o semplicemente Orki, sono le più diffuse e frammentarie di tutta la galassia. Gli Orkoidi sono presenti in quasi tutti gli angoli della galassia da milioni di anni, divisi in molte tribù e Imperi (che comunque non arrivano alle dimensioni di quello umano) che combattono costantemente tra loro e con gli altri. Talvolta queste numerose nazioni si unificano per portare la guerra alle altre razze, e creare così la WAAAAAGH, una sorta di colossale invasione/migrazione attraverso le stelle. La società Orkoide è divisa in due caste principali, quella dei soldati, composta da Orki, e quella di lavoratori e servitù, composta da kakkole ed eventuali schiavi di altre razze. Nonostante l'aspetto umanoide gli orkoidi sono una specie di funghi e infatti si riproducono spargendo le loro spore dopo la morte, rendendo estremamente difficile liberare un pianeta dalla loro presenza una volta arrivati.

### Orki
Alieni naturalmente portati verso la battaglia, grossi, resistenti, aggressivi e poco inclini ai compromessi (e alla comprensione di ogni genere), gli Orki sono una minaccia costante per le altre razze civilizzate della galassia, alle quali portano guerra e razzie. Gli Orki sono alieni verdi molto resistenti, che dirigono la società Orkoide e cercano nella guerra risorse, divertimento e schiavi. Tuttavia gli Orki seguono l'istinto e un piacere per la battaglia, non un sadico godimento per la sofferenza e hanno uno strano concetto di onore del quale sono prive molte altre razze.

### Gretchin
Piccoli, verdi, furtivi e furbi, i Gretchin (o zgorbi) rappresentano la classe lavoratrice nella società Orkoide, a loro spettano i compiti meno gloriosi, necessari alla comunità Orkoide (artigianato, consegne, organizzazione e altre cose per le quali gli Orki sono poco portati). Molti sono servi personali di Orki, ma molti altri lavorano in proprio vivendo generalmente di furti o commercio. Raramente sorgono piccole microfazioni di banditi zgorbi attive per la galassia.

### Snotling
Alcuni sostengono che questa razza sia la cosiddetta "Specie Perduta", creata dagli Antichi e che a sua volta creò i Pelleverde. Comunque sia i membri di questa microscopica razza sono piccoli e dalla mente immatura, ma trovano la loro utilità nella società come aiutanti di Pelleverde più grandi e nella coltivazione di funghi.

## Slann
Razza probabilmente estinta di sembianze anfibie. Probabilmente creata dagli Antichi ma si può presumere anche che siano i discendenti di suddetta razza. Di questa razza non si sa molto e più che altro informazioni sul suo conto si possono trarre dagli Slann che appaiono nel mondo di Warhammer Fantasy, visto che lì sono una razza giocabile. Dalle sembianze anfibie gli Slann erano i servitori degli Antichi e possedevano una potenza psionica che andava al di là di quella dei comuni mortali, anche se probabilmente non paragonabile a quella degli Antichi stessi. Probabilmente presero parte alla Guerra dei Cieli contro i Necron. Si estinsero attorno al XV secolo d.C., dopo aver predetto agli Eldar della Caduta e aver rivelato loro i segreti della tecnologia Slann.

## Tarelliani
I Tarelliani sono una specie di alieni dalle sembianze di rettili dalla vita stretta, ampie spalle e poco più bassi degli umani. È possibile trovarli in gran parte della galassia essendo principalmente mercenari. Durante la Grande Crociata l'Imperium bombardò con armi biologiche molti dei loro mondi, quasi facendone estinguere la specie: per questo motivo questi soldati-mercenari nutrono un grande risentimento per la razza umana. Pur non essendo agglomerati all'impero dei Tau, i Tarelliani combattono spesso al loro fianco come mercenari, specie se la battaglia è contro gli umani.

## Tau
Quella dei Tau è una delle razze più misteriose, in quanto avente appena seimila anni pur possedendo una tecnologia fra le più avanzate della galassia. La cultura di questi alieni si basa sull'unificazione e lì dove regnano xenofobia, ostilità e guerra, i Tau cercano la cooperazione e un punto d'accordo. Questa filosofia stravolge completamente quella del genere umano che invece sostiene da sempre la superiorità della sua specie. I Tau controllano un Impero relativamente piccolo nella frangia orientale della galassia, più volte scontratosi con Umani, Orki e Tiranidi.

## Tiranidi
Quella dei Tiranidi è una razza proveniente dal di fuori della galassia di Warhammer 40.000. Questa specie insettoide e composta da un'infinità di sottospecie essendo dotata di uno dei processi evolutivi e riproduttivi più rapidi mai visti prima. La loro società è di tipo alveare, sebbene questi ultimi siano dotati di intelligenza propria, infatti la maggior parte dei Tiranidi è priva di volontà e sono guidati dalle Creature Sinaptiche, come i Guerrieri o i Tiranni dell'Alveare, i quali sono però a loro volta controllati da un'intelligenza galattica che guida tutti i Tiranidi esistenti, chiamata Mente Collettiva.

## Umanoidi
Sono definite razze umanoidi tutte quelle che in un certo senso discendono dalla specie Homo, nonché specie più attiva della galassia. Oltre al cosiddetto Homo Sapiens Sapiens esistono altre specie umanoidi.

### Uomo
Comune in tutta la galassia e specie dominante nell'Imperium dell'Uomo, la specie umana è la razza più attiva della galassia in seguito alla Caduta degli Eldar. Milioni di mondi sono occupati da esseri umani che differiscono enormemente tra loro per cultura, costumi e credenze, avendo in comune solo la fede nell'Imperatore e, talvolta, neanche quella, visto che in un impero tanto vasto nascono culti ribelli ed eretici che rinnegano il Dio Imperatore. Sono probabilmente la razza più numerosa della galassia superati solo dagli Orki e dai Tiranidi.

### Space Marine
Non sono stati generati in seguito a un'evoluzione, ma a una manipolazione genetica degli stessi Primarchi. Si tratta di supersoldati indottrinati creati dall'Imperatore, che prevede una base umana e una serie di organi coltivati geneticamente che ne incrementano la forza, la vista, la digestione di sostanze nocive e neurali (possono assorbire la memoria a breve termine di quello che hanno mangiato) e l'impianto osseo. Per quanto riguarda la guerra sono superiori all'Uomo comune sotto ogni aspetto.

### Bestioni
Equivalente degli Ogri di Warhammer Fantasy, i Bestioni si sono sviluppati su mondi (l'unico conosciuto si chiama Anark Zeta) gelidi ad alta gravità. Sono molto più grossi e resistenti degli Umani, ma anche decisamente meno portati per il ragionamento. Alti fino a tre metri, i Bestioni sono naturalmente portati per la sopravvivenza e quindi per la guerra, sebbene la loro intelligenza impedisca qualunque tipo di addestramento. I sergenti sono chiamati Bestioni "Testa d'osso" e hanno subito un intervento neurologico per incrementarne l'intelligenza a un livello umano.

### Mezzuomini
La più piccola delle specie umanoidi, questa razza può essere assimilabile agli Halfling di altri mondi Fantasy. Sviluppatisi su mondi tranquilli, quasi privi di pericoli e pieni di raccolti abbondanti, l'unico conosciuto (o forse l'unico esistente) è chiamato Ornsworld, che venne invaso dalle forze del Caos che massacrarono gran parte della popolazione. I Mezzuomini sono piccoli e lesti, in battaglia spesso ricoprono la funzione di cecchini e spesso dediti all'edonismo totale.

### Squat
Evolutisi nella zona centrale della galassia, gli Squat hanno sviluppato una società a sé stante e durante la Grande Crociata decisero di schierarsi dalla parte dell'Imperatore come alleati e non come sudditi, divenendo quindi l'unica specie Umanoide che ha sviluppato una cultura e una società indipendente. I mondi Squat sono pieni di risorse inestimabili di valore minerario, ma privi di vita autonoma, per questo la loro società e basata sul commercio. Gli Squat sono fisicamente tratti dai Nani delle ambientazioni Fantasy. Per approfondire vedi la voce Imperium. Gli Squat non esistono più come razza giocabile e la loro scomparsa è stata spiegata, a livello di background, come conseguenza ad una massiccia invasione dei Tiranidi che hanno devastato i loro mondi riducendone la popolazione in modo drastico.

## Vespid
Razza insettoide presente su un unico pianeta tossico, chiamato come la razza, che si unì completamente tempo fa alla causa dell'Impero Tau. Sul pianeta sono presenti numerosi città-alveari guidate da una regina, i cui ordini vengono eseguiti senza opposizioni dai suoi sudditi. Infatti i Vespid sono una delle razze più unite che si siano mai incontrate. Ciò che ha impedito a questa razza qualsiasi contatto con altre razze prima di quella Tau è probabilmente l'ostilissimo ambiente del proprio pianeta, nonché la loro incapacità di comunicare verbalmente e di viaggiare nello spazio.

## Zoat
Razza soggiogata dai Tiranidi, presente anche come mercenari in gruppi di pirati Eldar. Furono introdotti nella prima edizione del gioco, ma per impopolarità non si parlò più di loro. Essendo simili ad enormi centauri dalle sembianze di rettile e dotati di buone capacità psioniche e di un cervello avanzato (infatti essi non sono controllati dalla Mente Collettiva) si crede che essi non siano nati come razza Tiranide. Ebbero il primo contatto con l'Impero Umano nel 38° millennio, dopo che un manipolo di queste creature fuggì dai Tiranidi a bordo di una nave semi-organica. Le loro capacità psioniche sono sviluppate anche per comunicare, poiché sembra che siano incapaci di esprimersi verbalmente.